# 王英信美術館
23°59′19″N 120°48′25″E / 23.988536°N 120.807058°E
王英信美術館（Wang Ying Hsin Art Museum），位於臺灣南投縣草屯鎮，為雕塑家王英信（Wang Ying Hsin）親手設計而成，1993年建置於南投縣九九峰中潭公路旁山坡地上，2007年12月9日正式開放園區。 隔年1月業經文建會評鑑，正式核定為南投縣唯一的私人美術館和地方文化館。

## 園區簡介
美術館園區座落在佔地三公頃的一塊山坡地，作品分為戶外和本館展示。園區分成夏日廣場、夏日噴泉、名人塑像區、雕塑園區、駐館藝術家展覽室、雕塑DIY教室等。景觀背山依水，兩旁由樟樹及雕像交織而成，園區內可觀賞九九峰。

## 雕塑作品
美術館內佇立了大型、中型雕塑像作品約一百二十餘件，最具代表性的作品為英國雕像大師《亨利摩爾人像》（高5公尺）、1986年日本國際現代美展銀牌獎的《吶喊》（高4.2公尺）、1987年日本國際現代美展金牌大賞的《夏日》（高4.2公尺）、象徵母愛的《慈》（高3.3公尺）、細膩刻劃年邁者之姿的《永恆》（高2公尺）、紀錄前總統李登輝打高爾夫球的人像《奪標》（高2.2公尺）及前輩畫家楊三郎作畫的全身塑像等；還有《創紀元》記錄早期被齊譽為「臺展三少年」的畫家：林玉山、陳進和郭雪湖。

## 交通資訊
- 自行開車
  - 行駛中二高銜接國道六號：於214公里「霧峰系統交流道」然後銜接「國道六號」，並於第一個交流道下（東草屯交流道），直走到盡頭處左轉→台14線往埔里方向→過「雙冬橋」並於路標32.5公里處右轉150公尺。
- 大眾交通工具
  - 火車轉乘全航客運：於台中火車站斜對面的全航客運（成功站）上車，搭乘「6268-行駛省道>往埔里」（行經草屯），於「粗坑站」下車，即可見王英信美術館招牌。（車程時間約五十分鐘）
  - 高鐵轉乘南投客運：於台中高鐵站一樓「5號出口」轉成南投客運，搭乘「6670-行駛省道>往埔里」（行經草屯），於「粗坑站」下車，即可見王英信美術館招牌。（車程時間約五十分鐘）